# Hartland Snyder
Hartland Sweet Snyder (1913 à Salt Lake City, États-Unis - 22 mai 1962 à Berkeley en Californie) est un physicien américain qui est surtout connu pour avoir prédit, avec Robert Oppenheimer, les trous noirs.

## Biographie
Hartland Sweet Snyder naît à Salt Lake City, aux États-Unis, en 1913. Il obtient un baccalauréat de l'université de l'Utah en 1937. Trois plus tard, sous la supervision de Robert Oppenheimer, il complète un doctorat en physique théorique à l'université de Californie à Berkeley.
Pendant son doctorat, en juillet 1939, il rédige avec Robert Oppenheimer « l'une des pages majeures de l'astrophysique » en publiant, en juillet 1939, On Continued Gravitational Contraction (« De la contraction gravitationnelle continue »). Les deux, en appliquant les principes de la relativité générale à la structure stellaire, avancent qu'une étoile suffisamment massive s'effondre sur elle-même quand toutes les sources d'énergie thermonucléaire sont épuisées, ce qui provoque une contraction qui se prolonge indéfiniment dans le temps. Le rayon de l'étoile s'approchant asymptomatiquement de son rayon gravitationnel, la lumière de l'astre se décale progressivement vers le rouge et ne peut plus s'échapper que selon un nombre de plus en plus restreint d'angles. Si le rayon d'une étoile de forme sphérique et d'une certaine masse est plus petit que ce rayon gravitationnel, alors aucune lumière ne peut s'en échapper ; l'étoile est devenue un trou noir. En 1916, à la suite des travaux de Karl Schwarzschild, il s'agissait d'une spéculation de nature mathématique. Oppenheimer et Snyder ouvrent la voie à un nouveau champ d'investigation scientifique, puisque leur article laisse entendre qu'une telle structure existe dans l'Univers. Selon l'historien des sciences Jeremy Bernstein, c'est l'« un des plus importants articles de la physique du vingtième siècle ». Pourtant, il attire peu l'attention de la communauté scientifique à l'époque, car il est publié le 1er septembre 1939, jour de l'invasion de la Pologne par les forces armées de l'Allemagne nazie.
Snyder rédige quelques articles avec Ernest Courant, qui permettent de fonder la physique des accélérateurs. Plus précisément, Hartland avec Courant ainsi que Milton Stanley Livingston ont mis au point la technique de la focalisation forte qui jettent les bases théoriques des accélérateurs de particules modernes.
Snyder s'est aussi intéressé à la quantification de l'espace-temps.
Snyder est mort dans un hôpital à Berkeley en Californie le 22 mai 1962.

## Publications
- (en) J. R. Oppenheimer et Hartland Snyder, « On Continued Gravitational Contraction », Physical Review, vol. 56, no 5,‎ septembre 1939, p. 455-459 (DOI 10.1103/PhysRev.56.455, présentation en ligne, lire en ligne, consulté le 24 juillet 2013)
- (en) H. Snyder, « Quantized space-time », Phys. Rev. D, vol. 67,‎ 1947, p. 38–41 (DOI 10.1103/PhysRev.71.38)
- (en) Ernest D. Courant, M. Stanley Livingston et Hartland S. Snyder, « The Strong-Focusing Synchroton—A New High Energy Accelerator », Phys. Rev., vol. 88,‎ 1952, p. 1190–1196 (DOI 10.1103/PhysRev.88.1190)
- (en) E.D. Courant et H. S. Snyder, « Theory of the Alternating-Gradient Synchrotron », Annals of Physics, vol. 3,‎ 1957, p. 1-48 (DOI 10.1006/aphy.2000.6012, lire en ligne)

### Citations originales
1. ↑  (en) « one of the great papers in twentieth-century physics »